# Glyptothorax manipurensis
Glyptothorax manipurensis es una especie de peces de la familia Sisoridae en el orden de los Siluriformes.

## Distribución geográfica
Se encuentra en la India